# Беккариа, Кастелино
Кастелино Беккариа (итал. Castellino Beccaria ; ?, Павия — 1358 год, Павия) — представитель рода Беккариа, правитель Павии с 1341 по 1358 годы.

## Биография
Родился Кастелино предположительно в последнем десятилетии XIII века в Павии. Он был представителем знатного рода Беккариа. Дед Кастелино Манфредо Беккариа был народным капитаном Павии и возглавлял партию гибеллинов в этом городе. В 1300 году гвельфы во главе с ди Лангоско захватили власть в Павии и изгнали Беккариа. В 1315 году Маттео I Висконти вытеснил гвельфов из Павии и изгнана ди Лангоско из города. Это позволило Беккариа вернутся в Павию. Отец Кастелино Муссо находился на службе у Маттео I Висконти и принимал участие в его войнах. Это позволило Беккариа стать одним из влиятельнейших родов северной Италии. После смерти Муссо в 1341 году, Кастелино стал сеньором Павии. В 1346 году он стал крестным отцом Лукино Новелло сына Лукино Висконти.
Еще в июле 1340 года Галеаццо, Маттео и Бернабо Висконти устроили заговор против своих дядей Лукино и Джованни, правивших Миланом. Заговор провалился, и Лукино изгнал братьев-заговорщиков из Милана. Однако после смерти Лукино Висконти им удалось прийти к власти в Милане. Это привело к созданию коалиции направленной против Галеаццо II Висконти. В её вошли Кастелино Беккариа, Обиццо II д’Эсте, Лудовико I Гонзага, Иоанн II маркиз Монферрата и другие.
Умер Кастелино Беккариа в 1358 году не оставив прямого наследника, его наследство перешло к его младшему брату Леодрисино. Вскоре после его смерти гвельфы попытались установить в Павии республику, но Висконти захватили город и присоединили его к своему домену.

## Семья и дети
Джулия Риккарди — дочь правителя Тревизо.
Детей у них не было.